# Idiognophomyia keiseri
Idiognophomyia keiseri är en tvåvingeart som beskrevs av Alexander 1963. Idiognophomyia keiseri ingår i släktet Idiognophomyia och familjen småharkrankar.
Artens utbredningsområde är Madagaskar. Inga underarter finns listade i Catalogue of Life.